# Holle Mare (waterschap)
De Holle Mare was een waterschap in de gemeenten Voorne aan Zee (voorheen Zwartewaal en later Brielle) en Nissewaard (voorheen Heenvliet en later Bernisse) in de Nederlandse provincie Zuid-Holland.
Het waterschap was verantwoordelijk voor de afwatering van de naburige polders Heenvliet en Zwartewaal.